# Grosse Fatigue
Grosse Fatigue je francouzský hraný film z roku 1993, který režíroval Michel Blanc. Snímek měl světovou premiéru 18. května 1994.

## Děj
Michel Blanc je významný filmový herec. Je však obviněn z toho, že sexuálně zneužil Josiane Balasko, Charlotte Gainsbourg a Mathildu May, že se nevhodně choval filmovém festivalu v Cannes, že způsobil neshody v nočním klubu Régine, a že tajně před svým agentem přijímal pokleslé zakázky, jako je zábava v supermarketech. Svědectví jsou do očí bijící, ale Michel ví, že je nevinný. Rozhodne získat pomoc od Carole Bouquet, aby si odpočinul a především osvětlil tuto záležitost.
Zjistí, že má dvojníka Patricka Oliviera, který v životě trpěl tím, že se podobal Michelu Blancovi, a rozhodl se toho využít. Patrick nabídne Michelovi dohodu, že dočasně zaujme jeho místo na některých natáčeních nebo propagačních galavečerech, což Michalovi poskytne volný čas na psaní scénářů nebo natáčení filmů, které preferuje. Michel se nechá přesvědčit. Nicméně, když se vrátí domů z dovolené, zjistí, že má vyměněný zámek a že Patrick nyní zcela zaujal jeho místo, včetně jeho přátel v divadle Splendid.
Zoufalý Michel se rozhodne zničit svůj veřejný obraz vyloupením klenotnictví. Je zatčen a jako Patrick odsouzen k poměrně mírnému trestu odnětí svobody. Když se mu po propuštění nedaří najít práci, náhodně se setká s Philippem Noiretem, který také přiznává, že byl podobným mužem zbaven své identity.

## Obsazení
| Michel Blanc            | sám sebe / Patrick Olivier   |
| Carole Bouquet          | sama sebe                    |
| Philippe Noiret         | sám sebe                     |
| Josiane Balasko         | sama sebe                    |
| Marie-Anne Chazel       | sama sebe                    |
| Christian Clavier       | sám sebe                     |
| Guillaume Durand        | sám sebe                     |
| Charlotte Gainsbourgová | sama sebe                    |
| David Hallyday          | sám sebe                     |
| Estelle Lefébure        | sama sebe                    |
| Gérard Jugnot           | sám sebe                     |
| Dominique Lavanant      | sama sebe                    |
| Thierry Lhermitte       | sám sebe                     |
| Mathilda May            | sama sebe                    |
| Régina Zylberberg       | sama sebe                    |
| Roman Polański          | sám sebe                     |
| Philippe du Janerand    | inspektor                    |
| François Morel          | zástupce inspektora          |
| Jean-Louis Richard      | psychiatr                    |
| Dominique Besnehard     | sám sebe                     |
| Gilles Jacob            | sám sebe                     |
| Raoul Billerey          | otec Michela Blanca          |
| Jean-Luc Miesch         | sám sebe                     |
| Thierry Mauvoisin       | asistent režiséra            |
| Marie Mergey            | matka Michela Blanca         |
| Andrée Damant           | paní Volpi                   |
| Michel Amphoux          | majitel bistra               |
| Marc Betton             | velitel četníků              |
| Charlotte Maury-Sentier | majitel kavárny              |
| Jean-François Perrier   | ředitel klenotnictví         |
| Christian Spillemaecker | bachař                       |
| Alain MacMoy            | ředitel věznice              |
| Margot Capelier         | sama sebe                    |
| Christophe Vassort      | asistent režiséra Polanského |

## Ocenění
- Filmový festival v Cannes: Cena za scénář a hlavní cena za speciální efekty (Jean-Christophe Comar)
- César: nominace na nejlepší původní scénář nebo adaptaci (Michel Blanc)